# Kleine plomp
De kleine plomp (Nuphar pumila) is een overblijvende waterplant met drijvende bladeren uit de waterleliefamilie (Nymphaeaceae). De soort komt van nature voor in Noord- en Midden-Europa, Noord-Amerika en Oost-Azië. Het aantal chromosomen is 2n = 34.
De plant wordt 50-120 cm hoog en vormt vertakte, 1-3 cm dikke en 20-70 cm lange wortelstokken. Het ovale, hartvormige, 5-15 cm lange en 4-13 cm brede, drijvende blad heeft aan de bovenzijde een samengedrukte tweezijdige tot 2,5 m lange, behaarde bladsteel. Het blad heeft 11-18, geveerde bladnerven. De onderkant van het blad is in verschillende mate behaard. Er zijn ook onderwaterbladeren, die kleiner en rond zijn. Ze hebben een gegolfde rand.
De kleine plomp bloeit in juni en juli met gele, licht geurende, 1,5-3,5 cm grote bloemen. De bloem drijft niet op het water maar steekt er bovenuit. De vijf of zes gele, 1-2,5 cm grote kelkbladen zijn ovaal. De vele, vrij smalle, 5-7 mm lange in een spiraal gerangschikte kroonbladen raken elkaar nauwelijks, zijn spatelvormig en veel kleiner dan de kelkbladen. Bestuiving vindt plaats door insecten. Er zijn 37-65 meeldraden, die twee keer zo lang als breed zijn. Ze weerkaatsen behalve geel ook ultraviolet licht, waardoor ze goed vindbaar zijn voor bijen. Veel insecten komen ook op de geurige nectar af. De helmknoppen zijn 1-6 mm lang. Het bovenstandig vruchtbeginsel is stervormig uitgerand en heeft een brede, gaafrandige, vlakke, 6-8,5 mm grote stempelschijf met 7-12 stempelstralen.
De 1-2 cm grote vrucht is een groene en peervormige bes, die aanvankelijk op het water drijft. Later valt de buitenste schil van de vrucht en splijt deze open, waarna de zaden tevoorschijn komen. De bruine, langwerpige tot eivormige zaden zijn 3-4 mm lang.

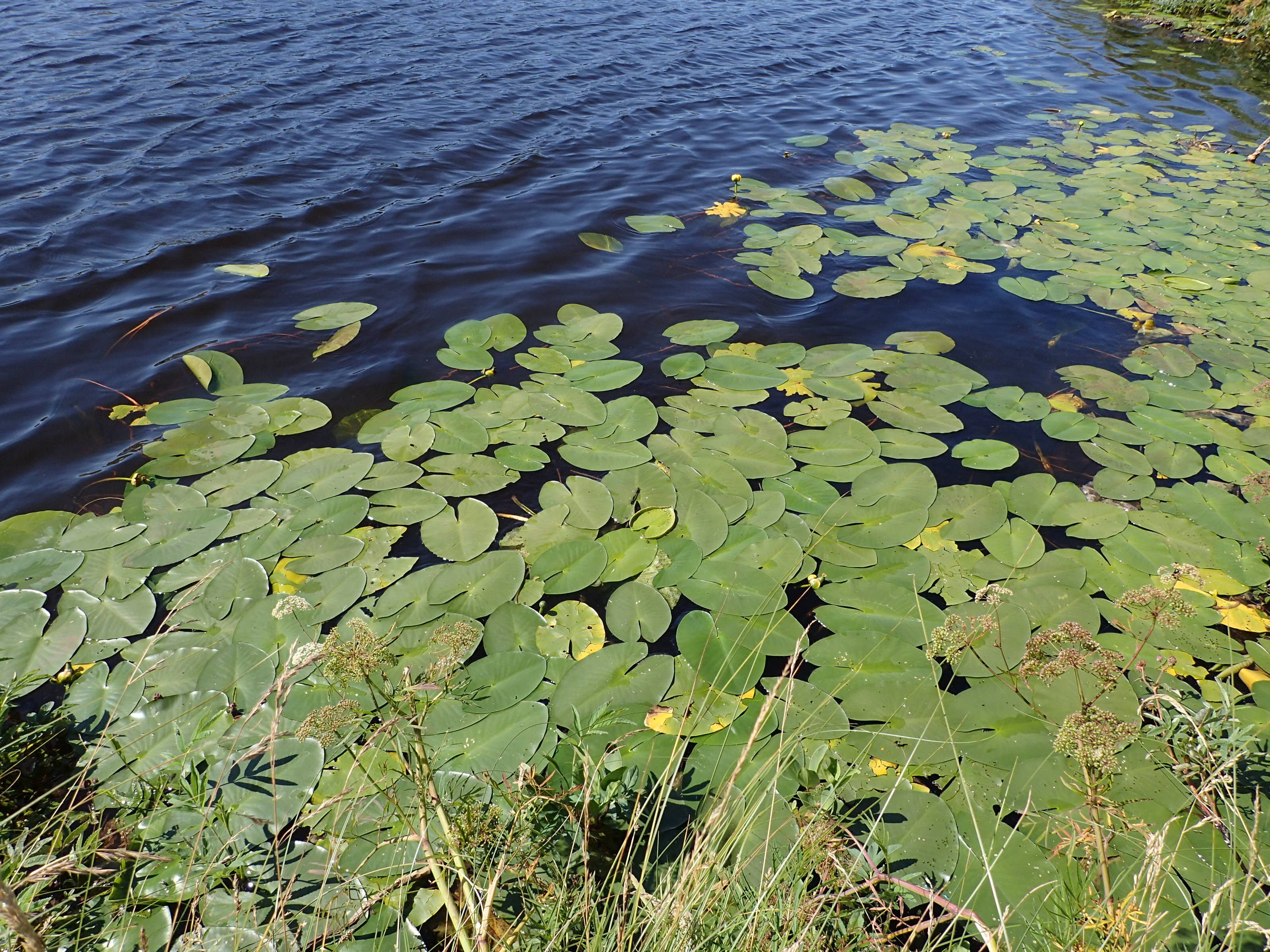
Planten
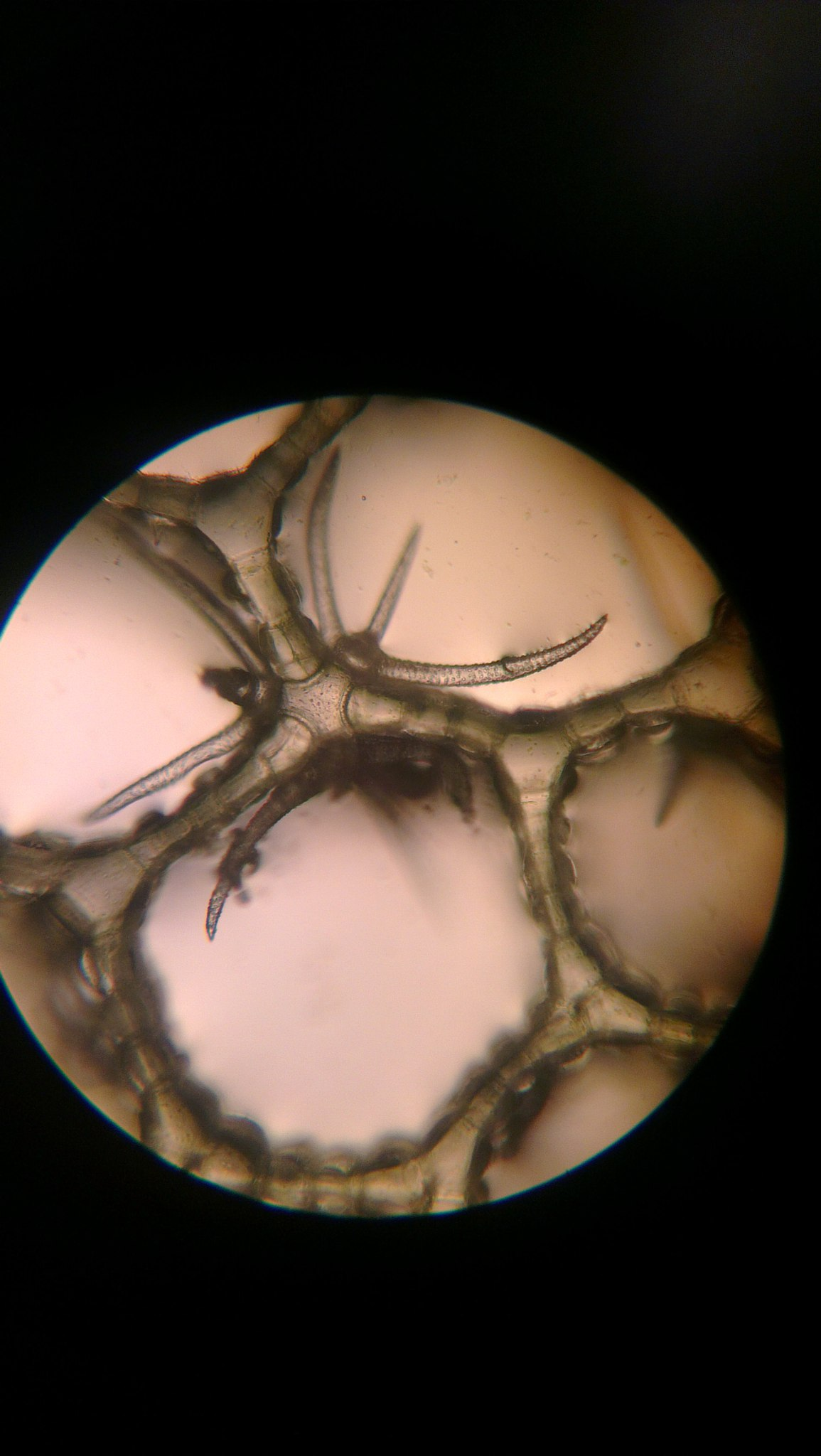
Dwarsdoorsnede stengel
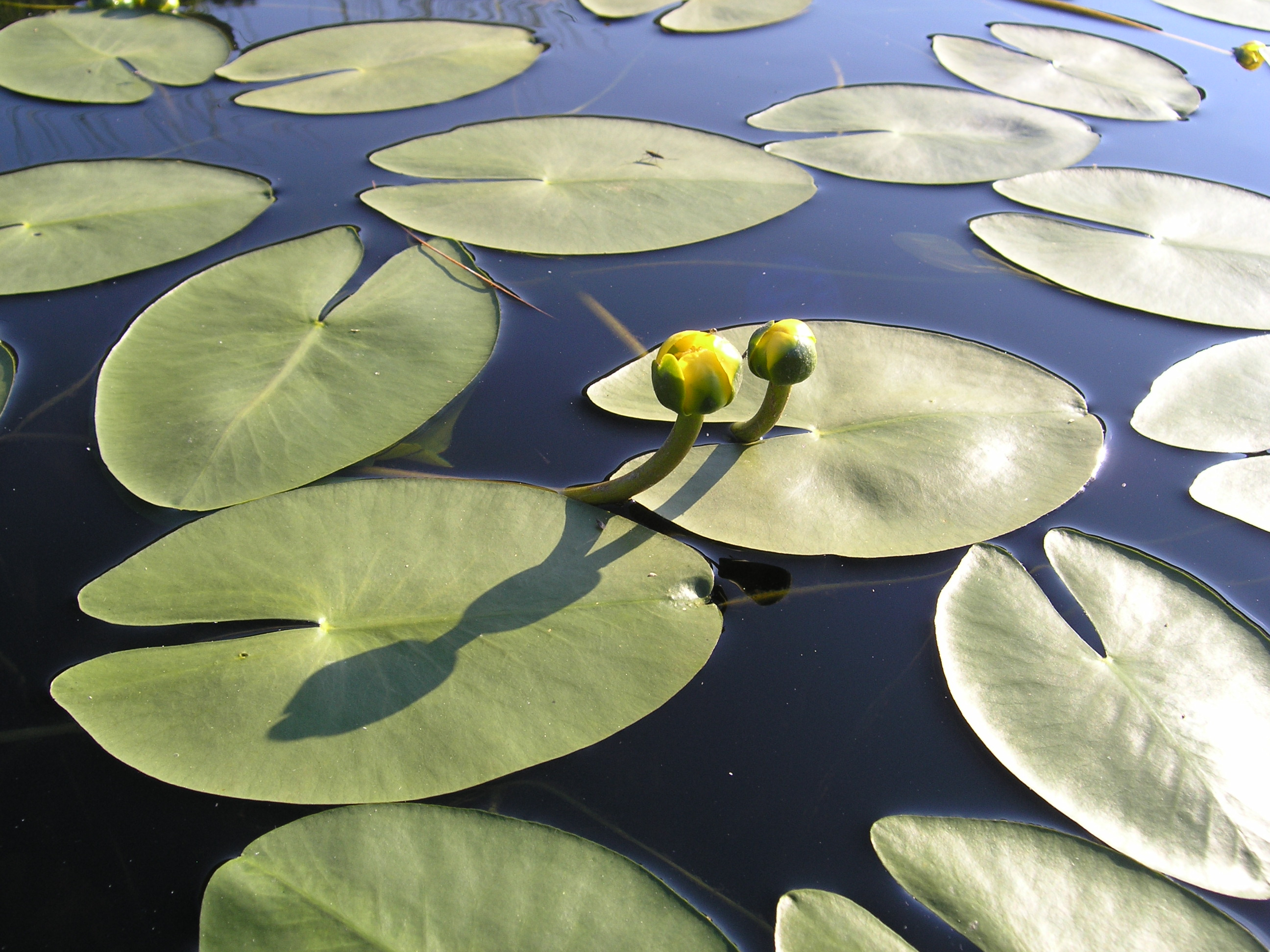
Drijvende bladeren en bloemen
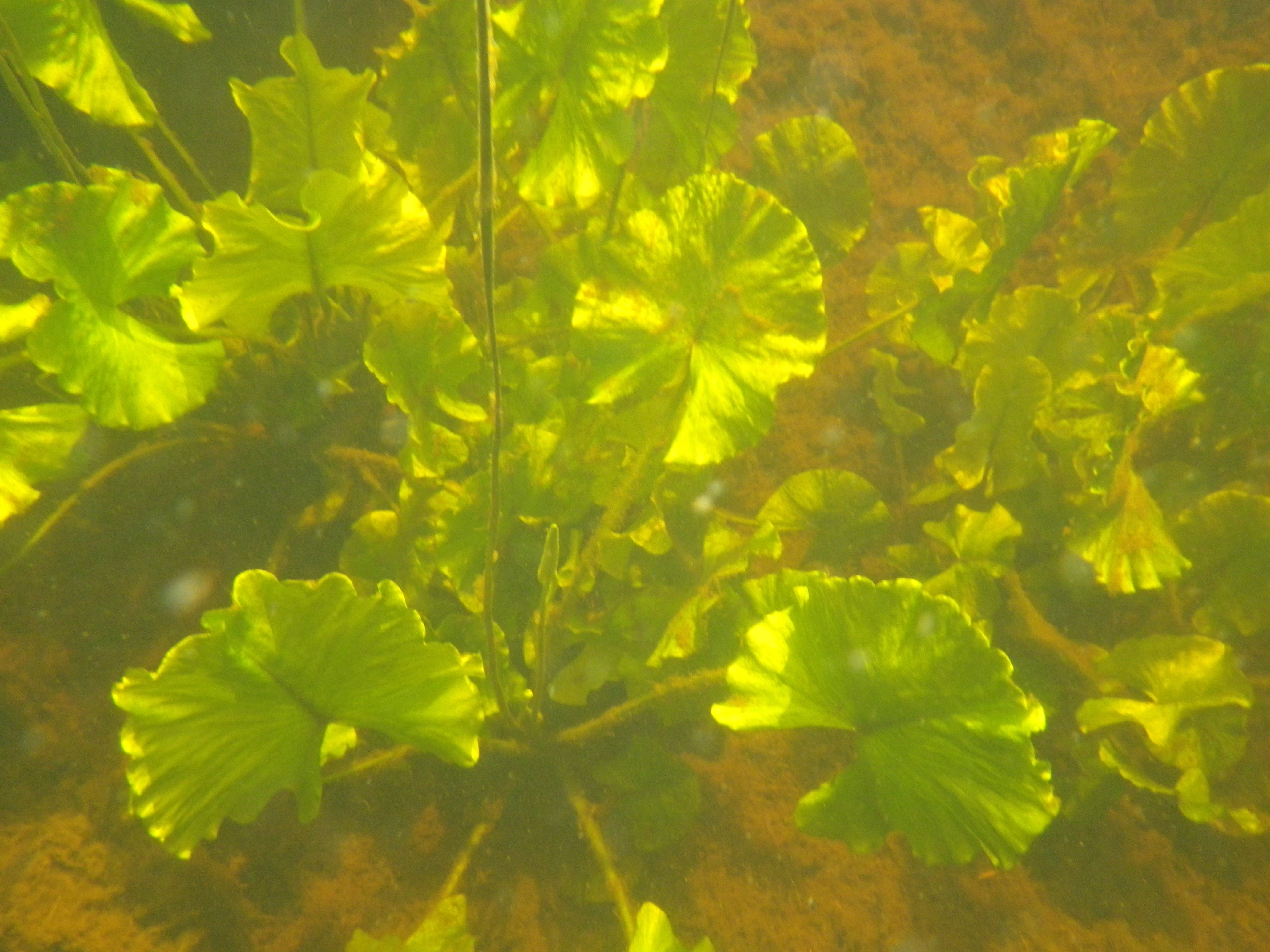
Onderwater bladeren
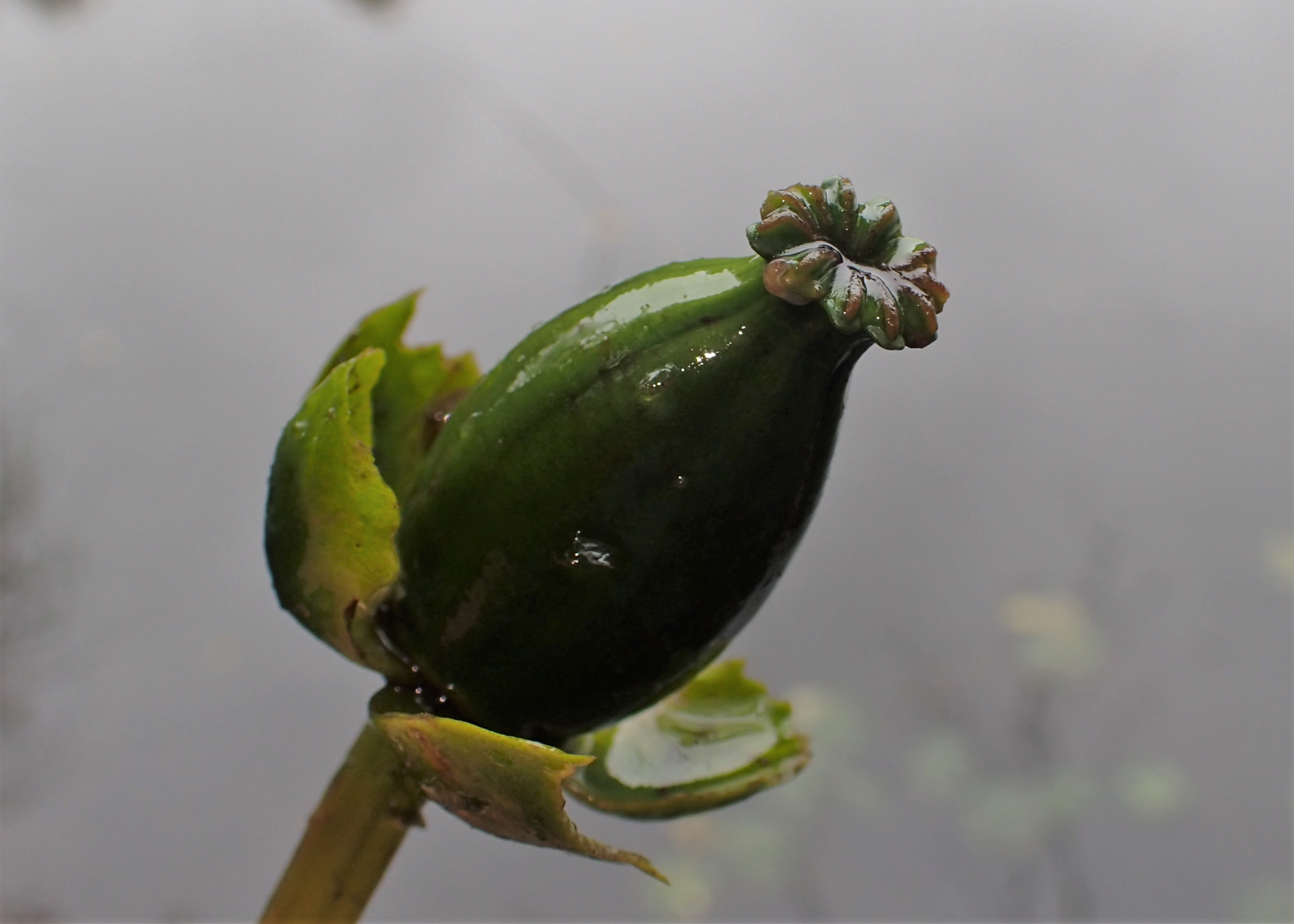
Vrucht

De kleine plomp komt voor in zuur water dat niet te diep en voedselarm is, zoals veenplassen en poelen.